# Dechloran Plus
Dechloran Plus (Abkürzung DDC-CO) ist eine chemische Verbindung, die als Flammschutzmittel verwendet wird.

## Gewinnung und Darstellung
DDC-CO wird mittels Diels-Alder-Reaktion von zwei Äquivalenten Hexachlorcyclopentadien und einem Äquivalent 1,5-Cyclooctadien dargestellt. Es entstehen syn- und anti-Isomer im Verhältnis von rund 1:3.

syn-Isomer
anti-Isomer

## Verwendung
DDC-CO und weitere strukturverwandte Stoffe werden als Ersatz für Mirex (auch Dechloran genannt) als Flammschutzmittel eingesetzt. Im Elektroschrott wurde in einer 2011 durchgeführten Studie eine durchschnittliche Konzentrationen von 33±11 ppm gefunden, was das verbreitete Vorkommen von DDC-CO in elektronischen Geräten bestätigte.

## Umweltrelevanz
DDC-CO wurde in der Umwelt in der Luft, im Boden, im Wasser, im Sediment sowie in Biota nachgewiesen.
Es wurde 2018 in die SVHC-Liste der REACH-Verordnung aufgenommen. 2023 wurde Dechloran Plus in den Anhang A des Stockholmer Übereinkommens aufgenommen.